# Gesundheitsdeterminante
Gesundheitsdeterminanten sind Einflussfaktoren, die auf die Gesundheit der Bevölkerung wirken. Diese Determinanten umfassen sowohl biologische Faktoren wie beispielsweise das Alter als auch Umweltfaktoren.
Dahlgren und Whitehead (1991) sprechen von „4 Einflussebenen der Gesundheit“. Diese sind:
- die Verhaltens- und Lebensweisen des oder der Einzelnen,
- die Unterstützung und Beeinflussung durch das soziale Umfeld des oder der Einzelnen, das der Gesundheit förderlich oder hinderlich sein kann,
- die Lebens- und Arbeitsbedingungen und der Zugang zu Einrichtungen und Diensten,
- die ökonomischen, kulturellen und physischen Umweltbedingungen, wie zum Beispiel der Lebensstandard oder der Arbeitsmarkt.

Die Gesundheitsdeterminanten können Ansatzpunkte für die Gesundheitsförderung darstellen.